# Stellar Stone
Stellar Stone fue una empresa de desarrollo de videojuegos. La empresa se hizo famosa por el desarrollo de su videojuego Big Rigs: Over the Road Racing, calificado como el peor videojuego de la historia. Stellar Stone cesó sus operaciones en el año 2006.

## Origen y presente
El origen de la empresa es prácticamente desconocido pero se cree que se formó en el año 2000. Su sede se encontraba en Santa Mónica, California y poseía oficinas de gestión en Los Ángeles y Londres; sin embargo, los equipos de desarrollo se encontraban en Rusia y Ucrania y esto permitió a Stellar Stone producir juegos de bajo costo. En la actualidad se sabe que la compañía de videojuegos ha cerrado definitivamente,aunque aún se pueden encontrar varios de sus juegos en internet que serían catalogados como Abandonware.

## Juegos
La empresa produjo un total de 7 juegos lanzados exclusivamente para PC,dos de ellos basados en la Guerra de Secesión:
-Gettysburg: Civil War Battles. 
-Ultimate Civil War Battles: Robert E. Lee vs Ulysses S. Grant.
-Taxi Racer.
-Midnight Race Club: Supercharged!.
-Remington Big Buck Trophy Hunt.
-Total Pinball 25.
Pero sin dudas el más conocido de ellos fue Big Rigs: Over the Road Racing,que obtuvo una puntuación extremadamente baja en todas sus críticas, este juego fue lanzado en versión pre-alpha y a pesar de que Stellar Stone lanzó un parche corrector, el juego sigue siendo calificado de pésimo y obtuvo la puntuación más baja jamás dada en el sitio web Gamespot.
El programador líder de desarrollo, Sergey Titov, informó en los foros de la web que quien hubiera comprado el juego podría cambiarlo por cualquier otro de la compañía.